# Linea Durand
Linea Durand (Durand Line in inglese, in lingua pashtu د ډیورنډ کرښه) è il termine utilizzato per indicare il confine (scarsamente delimitato, ma riconosciuto ufficialmente dal punto di vista internazionale) che per 2.640 km separa Afghanistan e Pakistan.

## Storia

### Il nome

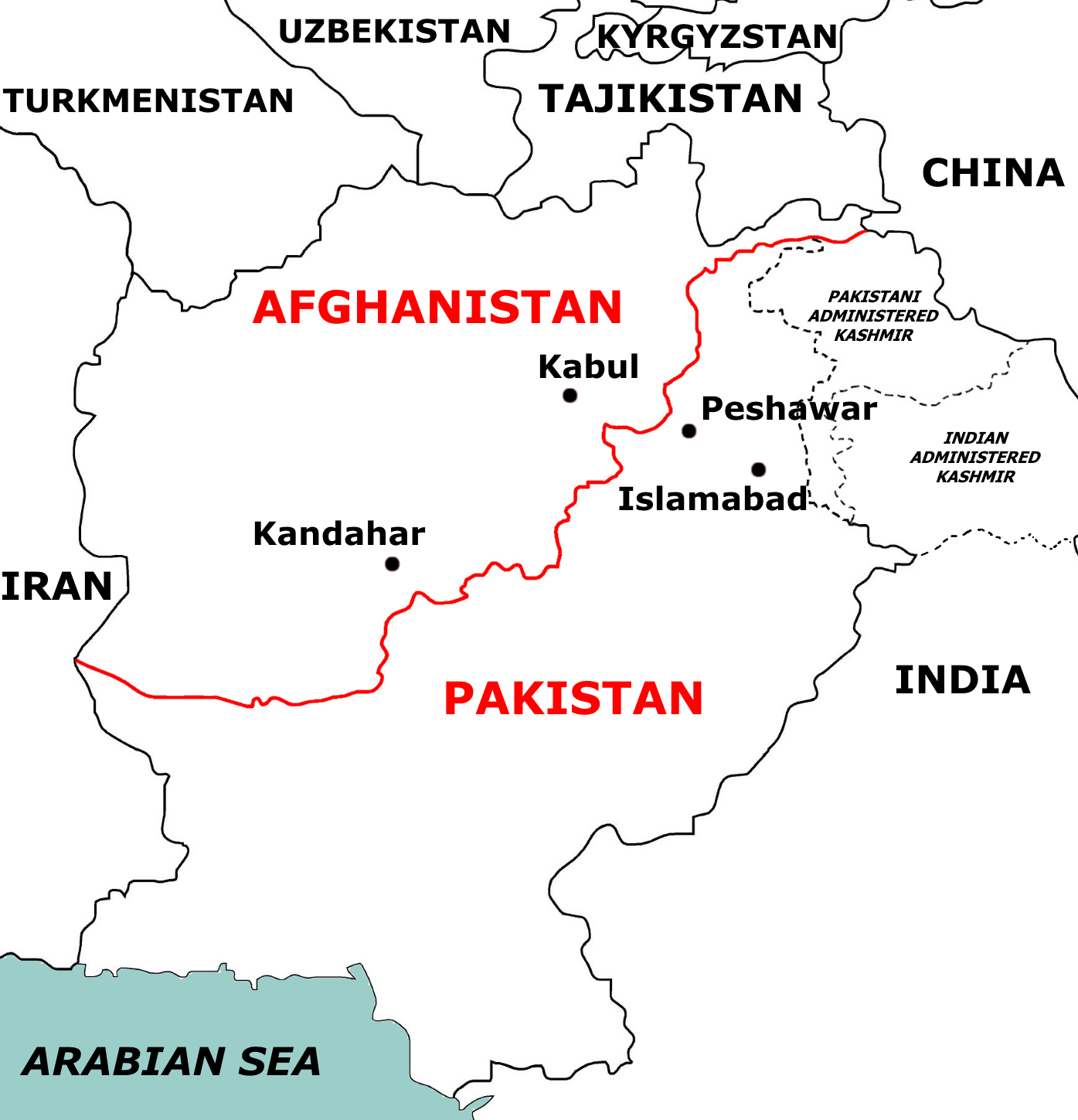
La Linea Durand evidenziata in rosso

La Linea Durand prende nome da Sir Mortimer Durand, Segretario degli Esteri del Raj Britannico, che insieme all'Emiro afghano Abdur Rahman Khan negoziò i confini tra il Raj, di cui il Pakistan faceva parte, e l'Afghanistan. La Linea Durand viene a volte chiamata anche Zero Line o Linea Zero.
Vista la situazione di stallo conseguente alle guerre e agli avvenimenti geopolitici in Asia centrale, prima della fine del 1893 i britannici convinsero Abdur Rahman Khan a raggiungere un accordo per definire il confine del Raj nelle aree Pashtun. Lo scopo degli inglesi era porre un freno all’espansionismo dell’Impero russo verso sud e verso il mar Arabico, nel contesto del conflitto geopolitico russo-inglese (il c.d. “grande gioco”), creando una sorta di Stato cuscinetto, l’Afghanistan.
Va precisato che l'accordo era influenzato dalla gradualità con cui Abdur Rahman intendeva cedere alcune regioni. Ad esempio c'erano indicazioni che non definivano la Linea Durand come una frontiera internazionale permanente, ma come una delimitazione tra separate aree di responsabilità politica. Non era inoltre contemplata la cessione di zone (come Kurram e Chitral) che erano già sotto il controllo britannico in seguito al trattato di Gandamak.
Nel 1949 la Loya jirga afghana dichiarò di non riconoscere la validità della Linea Durand in quanto nel 1947, con l'indipendenza del Pakistan, il Raj, vista come la controparte nella stipula dell'accordo di confine, aveva cessato di esistere. Questa presa di posizione non provocò comunque effetti tangibili e il confine è sempre rimasto effettivo ed è riconosciuto dalla maggior parte degli Stati.

### Problematiche
La linea di confine tagliava in due realtà tribali preesistenti senza tener conto della realtà demografica e scontava un'aperta volontà dei governi coinvolti di contrastare l'eventuale creazione di una Terra dei Pashtun o Pashtunistan. Anche per questo motivo il confine ha continuato a essere una fonte di tensione tra Afghanistan e Pakistan e attualmente i leader pashtun di entrambi gli Stati non riconoscono la legittimità della Linea Durand.
A partire dal 2005 frequenti agenzie di stampa hanno riportato affermazioni del Presidente pakistano Pervez Musharraf tese a invocare la creazione di un muro lungo il confine. L'ipotesi è stata rigettata e duramente contestata da numerosi partiti politici di entrambi gli Stati.
Le problematiche di confine tra Afghanistan e Pakistan sono state esacerbate dalla cosiddetta guerra al terrorismo statunitense, che ha reso la frontiera ancora più instabile e ha reso evidente a livello globale la sua estrema permeabilità, che viene costantemente sfruttata sia dai gruppi ribelli e fondamentalisti della controffensiva afghana, sia dalla cosiddetta Mafia dell'Oppio.

## Geografia
Escludendo la porzione desertica di longitudine 66°15', l'84% della linea è stata tracciata basandosi su chiari elementi fisico-geografici come fiumi e corsi d'acqua. La precisa definizione del restante 16% del confine, molto segmentato, si basata su dati raccolti tra il 1894 e il 1895 e, soprattutto, sulla dettagliata mappatura sovietica eseguita negli anni ottanta (in scala 1: 50000).
In Pakistan, le province interessati da questo confine sono (da nord a sud):
- Khyber Pakhtunkhwa
- Belucistan

In Afghanistan, essi sono (da nord a sud):
- Badakhshan
- Nurestan
- Konar
- Nangarhar
- Lowgar
- Paktia
- Khowst
- Paktika
- Zabol
- Kandahar
- Helmand
- Nimruz